# Ludwig Stubbendorff

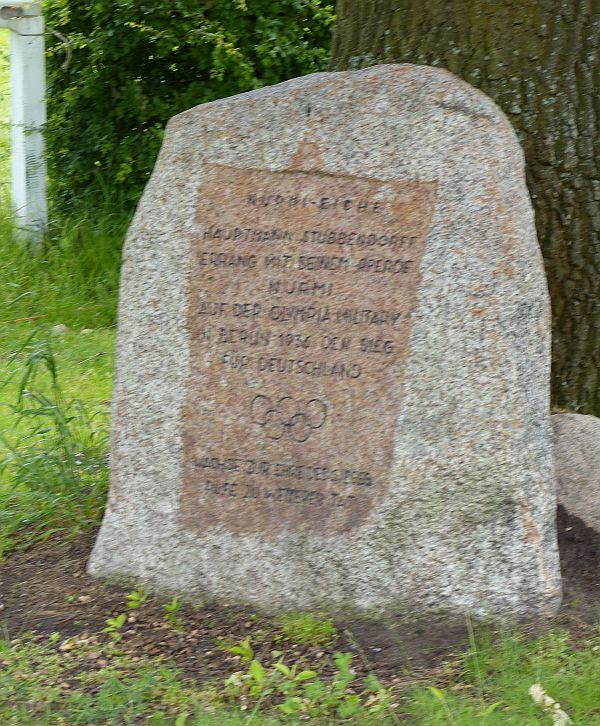
Gedenkstein an der Verdener Rennbahn

Ludwig Fritz Ernst Stubbendorff (* 24. Februar 1906 in Turloff bei Schwerin; † 17. Juli 1941) war ein deutscher Reiter.
Stubbendorff war der Sohn eines Forstmeisters. Er legte sein Abitur in Schwerin ab, in Folge trat er als Freiwilliger dem 2. (Preußischen) Artillerie-Regiment bei. Im Jahr 1930 wurde er aufgrund seiner reiterlichen Begabung zur Kavallerieschule Hannover delegiert. Hier war er zunächst zwei Jahre Schüler und wurde anschließend übernommen. Zunächst als Dressurreiter tätig, wechselte er später in den Vielseitigkeitsstall.
Bei den Olympischen Spielen 1936 in Berlin gewann er sowohl im Einzel als auch mit der Mannschaft auf Nurmi die Goldmedaille im Vielseitigkeitsreiten. Stubbendorff war der einzige deutsche Olympiasieger von 1936, der für seinen Erfolg nicht befördert wurde.
Nach seiner Versetzung von der 9./ Artillerie-Regiment 22 Verden am 31. März 1939, fiel er am 17. Juli 1941 als Abteilungskommandeur der I./Artillerie-Regiment 1 im Zweiten Weltkrieg an der Ostfront in Priber am Dnepr. Sein Grab befindet sich an der Rollbahn Mogilew – Gomel bei Nikonowitschi, etwa 12 km nordwestlich von Stary Bychow.